# فكري إلما
فكري إلما (بالتركية: Fikri Elma)‏ (1934 بأنقرة في تركيا - 15 نوفمبر 1999 بأنقرة في تركيا) هو لاعب كرة قدم تركي في مركز الهجوم. لعب مع Ankara Demirspor ‏.

## وصلات خارجية
- فكري إلما على موقع اتحاد تركيا (لاعب) (الإنجليزية)